# Aymeric
Aymeric [ɛm.ʁik], [e.mə.ʁik] ist ein männlicher Vorname.

## Herkunft und Bedeutung
Beim Namen Aymeric handelt es sich um eine französische Variante des germanischen Namens Aimeric, der vermutlich eine Variante von Heinrich, urgermanisch Heimirich, darstellt.

## Verbreitung
In Frankreich war der Name Aymeric vor allem in den 1990er Jahren beliebt. Im Jahr 1967 stieg er in die Top-500 der Vornamenscharts auf und gewann rasch an Popularität. Bereits 7 Jahre später zählte er zu den 200 meistgewählten Jungennamen. Im Jahr 1996 erreichte der Name mit Rang 99 seine bislang höchste Platzierung. Insbesondere seit der Mitte der 2000er Jahre sinkt die Beliebtheit des Namens. Im Jahr 2009 verließ er erstmals seit 42 Jahren die Hitliste der 200 meistgewählten Jungennamen. Seit 2020 zählt er nicht mehr zur Top-500 der Vornamenscharts (Stand 2023).

## Varianten
Die germanische Variante des Namens lautet Aimeric, die altfranzösischen Formen sind Aimery und Aymeri.
Für weitere Varianten: siehe Heinrich#Varianten

## Namensträger
- Aymeric Chauprade (* 1969), französischer Politiker und Politikwissenschaftler
- Aymeric Devoldère (* 1972), französischer Toningenieur
- Aymeric Jeanneau (* 1978), französischer Basketballspieler
- Aymeric Laporte (* 1994), französisch-spanischer Fußballspieler
- Aymeric Lusine (* 1995), französischer Mittelstreckenläufer
- Aymeric Minne (* 1997), französischer Handballspieler

Aimeric
- Aimeric Lerat, eigentlicher Name von Hangsvart (* 1991), französischer Sänger und Musiker
- Aimeric de Péguilhan (um 1170–1230), okzitanischer Troubadour
- Aimeric Picaud, französischer Kleriker, Überbringer des Codex Calixtinus, siehe Aimericus Picaudus